# Shua Kvatetri
Shua Kvatetri (en georgiano: შუა ქვათეთრი) o Astaukkag Kuatetri (en osetio: Астæуккаг Куатетри) es una aldea que pertenece a la parcialmente reconocida República de Osetia del Sur, parte del distrito de Znaur, aunque de iure pertenece al municipio de Tighvi de la región de Iberia Interior de Georgia.

## Geografía
Shua Kvatetri se encuentra entre los ríos Froni Medio y Froni Oriental, a 10 kilómetros de Kornisi. 

## Historia
La aldea estuvo incluida en el distrito de Znaur hasta 1991. Desde entonces pasó a estar incluido en el municipio de Kareli y posteriormente, en el municipio de Tighvi, aunque Georgia perdió su control en la guerra de Osetia del Sur (1991-1992). Tras la guerra, la aldea quedó prácticamente desierta.
En 2013, se construyó un puesto de primeros auxilios en la aldea. En 2014 se unieron las aldeas de Shua Kvatetri y Zemo Kvatetri, pasando a llamarse Ursdur (en osetio: Урсдур). 

## Demografía
La evolución demográfica de Shua Kvatetri entre 1939 y 2015 fue la siguiente:
| 118                                                      | 76 | 76 | 35 | 36 | 51 |
| (Fuente: Population of South Ossetia since Soviet times) |    |    |    |    |    |

Según el censo soviético de 1959, la mayoría de la población local eran osetios.